# Stephanuskirche (Walheim)

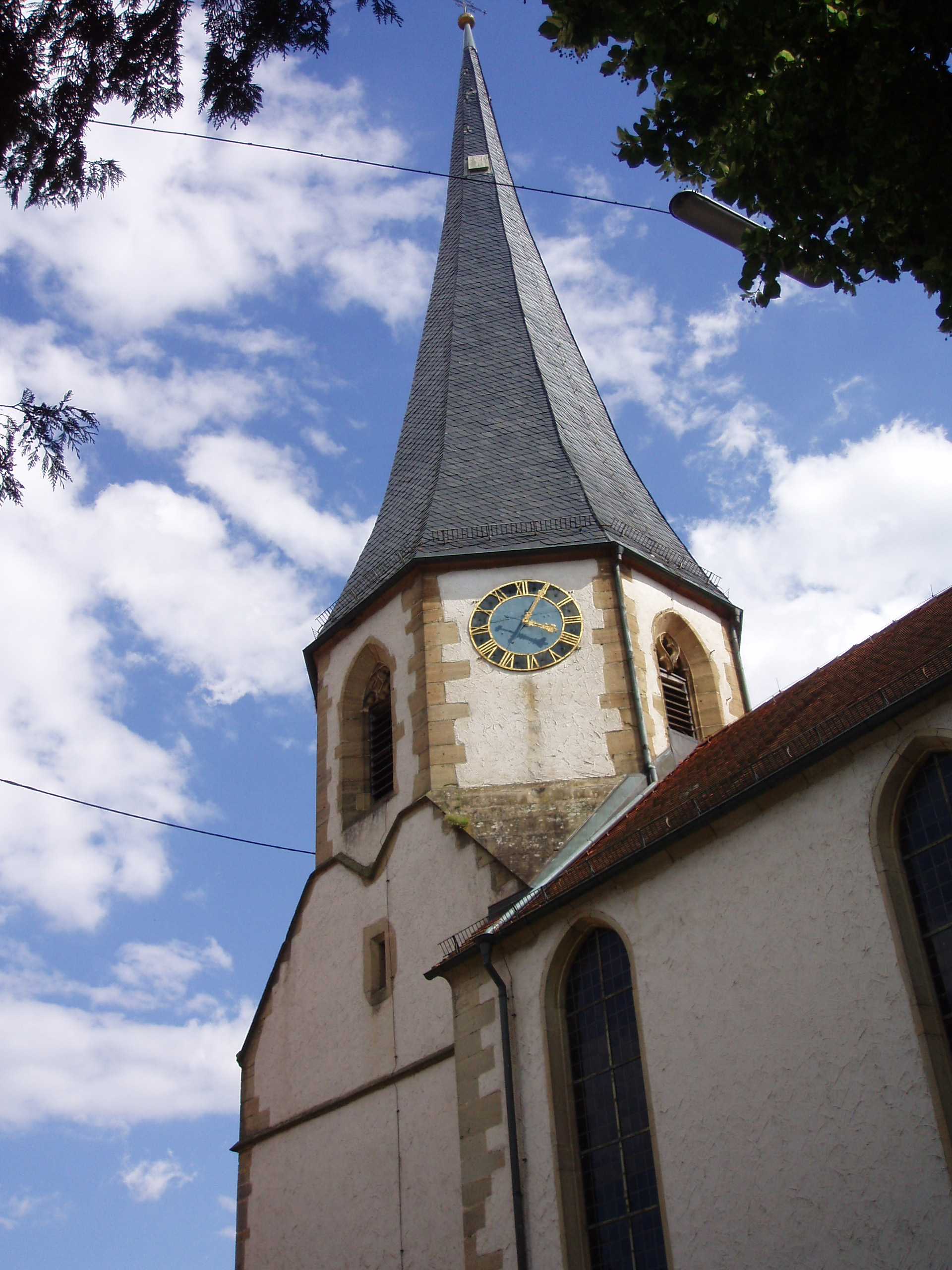
Stephanuskirche in Walheim

Die evangelische Stephanuskirche steht in Walheim, einer Gemeinde im Landkreis Ludwigsburg in Baden-Württemberg. Das Bauwerk ist beim Landesamt für Denkmalpflege Baden-Württemberg als Baudenkmal eingetragen. Die Kirchengemeinde gehört zum Kirchenbezirk Besigheim der Evangelischen Landeskirche in Württemberg.

## Beschreibung
Die Saalkirche besteht aus einem Langhaus und einem im Kern spätgotischen Chorturm auf quadratischem Grundriss im Osten, dessen oberstes achteckiges Geschoss die Turmuhr und den Glockenstuhl mit drei Kirchenglocken enthält. Der Turm ist mit einem schiefergedeckten spitzen Helm bedeckt. Das Langhaus wurde von Wilhelm Friedrich Goez 1767 nach Westen verlängert, 1826 unter Vergrößerung der Fenster erhöht und mit einem Bandrippengewölbe überspannt. 1895 wurde die Kirche durch Heinrich Dolmetsch restauriert.